# Inez Turner
Inez Turner-Gray, jamajška atletinja, * 3. januar 1972, Trelawny, Jamajka.
Nastopila je na poletnih olimpijskih igrah leta 1996, kjer je izpadla v prvem krogu teka na 800 m in štafete 4x400 m. Na svetovnih prvenstvih je osvojila bronasto medaljo v štafeti 4x400 m leta 1997, na igrah Skupnosti narodov pa zlato medaljo v teku na 800 m leta 1994.